# Saint-Romain-au-Mont-d'Or
Saint-Romain-au-Mont-d'Or es una comuna francesa de la Metrópoli de Lyon en la región de Auvernia-Ródano-Alpes. Pertenece a la aglomeración urbana de Lyon.

## Geografía
La comuna está situada en norte de Lyon, a la orilla derecha del río Saona.